# 奧伊爾格羅夫 (伊利諾伊州)
奧伊爾格羅夫（英語：Oil Grove）是位於美國伊利諾伊州克勞福德縣的一個非建制地區。該地的面積和人口皆未知。

## 地理
奧伊爾格羅夫的座標為38°51′46″N 87°38′30″W / 38.86278°N 87.64167°W，而該地的平均海拔高度為170米（即558英尺）。